# Balada da Praia dos Cães
Balada da Praia dos Cães é um livro da autoria de José Cardoso Pires, publicado em Portugal em 1982.
Escrita no período pós-revolução de 25 de Abril de 1974, esta obra situa a acção no princípio dos anos 60, retratando alguns aspectos da sociedade portuguesa em plena época da ditadura salazarista. 
O livro recebeu em 1987 o Grande Prémio de Romance e Novela da Associação Portuguesa de Escritores. Nesse mesmo ano, com base na obra, foi realizado por José Fonseca e Costa um filme com o mesmo título.

## Sinopse
Balada da Praia dos Cães relata a investigação dum assassínio. A história começa com o relatório da descoberta dum cadáver enterrado na praia do Mastro, graças a alguns cães que, casualmente, dão com o morto sepultado na areia. Mais tarde a polícia descobre tratar-se do major Luís Dantas Castro, um militar preso por tentativa de sedição militar contra o regime político vigente, e que escapara da prisão, indo recolher-se, juntamente com três cúmplices: Mena, uma jovem mulher com quem o major tinha uma violenta e obsessiva relação antes do seu encarceramento, o arquitecto Fonte Nova, outro prisioneiro detido pelo seu envolvimento com a revolta militar e membro do mesmo movimento de resistência anti-salazarista do Major, e o cabo Barroca, um guarda do campo a cumprir o seu serviço militar.
Os quatro refugiam-se numa casa situada a 20 km de Lisboa, aguardando a ajuda do advogado Gama e Sá, por eles apelidado Comodoro.
O responsável pela investigação é Elias Santana, um chefe da brigada da Polícia Judiciária, que vai reconstituindo o crime graças sobretudo aos interrogatórios feitos a Mena, confirmados e completados mais tarde pelos outros dois cúmplices, entretanto detidos. 
A acção do livro desenrola-se em dois planos: por um lado, o sucedido antes do crime, contado pela perspectiva de Mena; por outro, o próprio inquérito policial e a vida de Elias Santana. Neste último plano, o livro retrata a realidade e os métodos da polícia em pleno regime do Estado Novo, bem como a vida triste, rotineira e apagada de Elias Santana.